# 22,5 cm Minenwerfer M. 15
Il 22,5 cm Minenwerfer M. 15 fu un mortaio pesante Austro-Ungarico utilizzato dall'Imperiale e regio esercito durante la prima guerra mondiale.

## Storia
Nel 1914, l'Austria-Ungheria non disponeva di mortai pesanti da trincea per il suo esercito; dopo aver testato prima della guerra il 25 cm schwerer Minenwerfer tedesco della Rheinmetall, ne ordinò 40 e ne chiese la produzione su licenza alla società austriaca Böhler, tuttavia quest'ultima non ricevette l'assistenza necessaria da parte della compagnia tedesca, troppo impegnata nelle necessità belliche del proprio paese; di conseguenza, nell'autunno del 1914, la commissione tecnica dell'esercito decise di chiedere alla Böhler di produrre un prototipo progettato in precedenza e dopo alcuni test e miglioramenti, fu adottato il 22,5 cm Minenwerfer M. 15 e già il 27 novembre 1914 fu emesso un ordine di 40 armi. Il mortaio fu consegnato all'esercito a partire dal giugno 1915, venne apprezzato per il suo design semplice e per la potenza dei suoi proiettili.

## Tecnica
Il profilo dell'arma era facilmente riconoscibile, grazie alle sue due enormi viti frontali, per il puntamento verticale, il mortaio era a canna liscia, ad avancarica e senza alcun sistema di recupero del rinculo, tuttavia era poco preciso. Poteva lanciare sia proiettili ad alto esplosivo che proiettili a gas; per il trasporto era dotato di ruote da montagna M99. Questo mortaio fu prodotto in 3 versioni diverse con canne di lunghezza crescente. Queste versioni erano l'M15, l'M16 (che erano abbastanza simili) e l'M17, che poteva essere identificato grazie alle viti a doppia filettatura e ad una piattaforma più stretta (52 cm contro 66 cm). Alla fine del 1917 l'esercito austriaco possedeva ben 930 unità di questo tipo di mortaio.